# Liste der Seebäder, Kurorte und Erholungsorte in Mecklenburg-Vorpommern

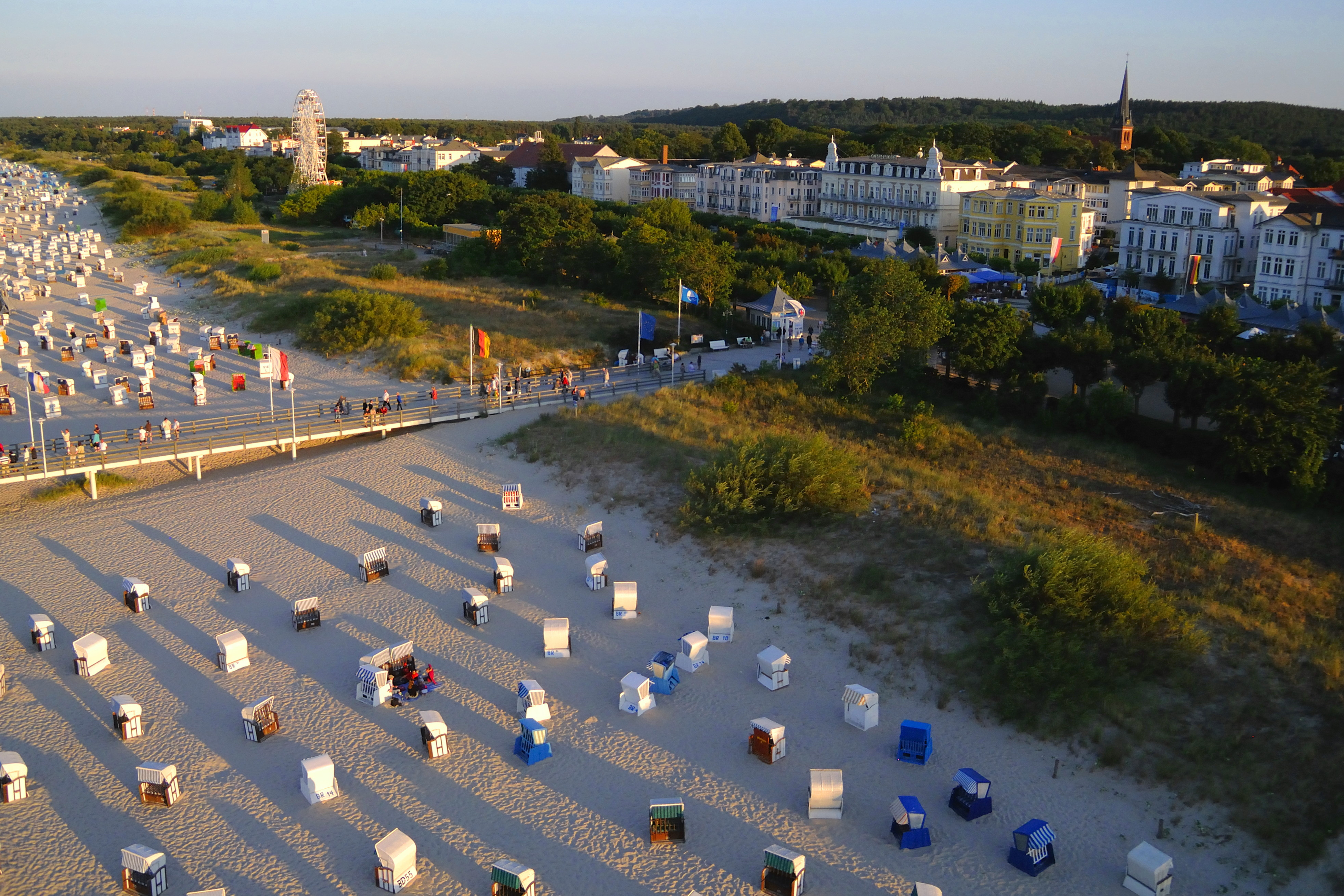
Ahlbeck auf Usedom – Strand, Düne und Promenade eines pommerschen Ostseebades mit typischer Bäderarchitektur

In Mecklenburg-Vorpommern gibt es zahlreiche Kurorte, Seebäder und Erholungsorte, vor allem an der Ostseeküste und im Mecklenburger Seenland. Seit Juli 2023 gibt es 66 Hauptorte, die eines dieser Prädikate tragen. Viele von ihnen sind Hauptziele des Tourismus in Mecklenburg-Vorpommern.
Insgesamt 27 der Orte mit Prädikat liegen im Landkreis Vorpommern-Rügen, 13 im Landkreis Vorpommern-Greifswald, elf von ihnen liegen im Landkreis Mecklenburgische Seenplatte, sieben im Landkreis Rostock, vier im Stadtgebiet von Rostock, drei im Landkreis Nordwestmecklenburg und zwei liegen im Landkreis Ludwigslust-Parchim.

## Seebäder an der Ostsee
Mecklenburg-Vorpommern hat mit über 1900 km Deutschlands längste Küste. Ein Teil der Küste Mecklenburg-Vorpommerns mit ihren historischen Badeorten wird touristisch auch als „deutsche Riviera“ beworben.
Landschaftlich sind die Ostseebäder Mecklenburg-Vorpommerns zumeist durch feinsandige Strände gekennzeichnet, die sich mit Steilküsten abwechseln. Im Küstenhinterland sind lagunenartige Boddenlandschaften, kleine Ströme und Seen charakteristisch, oft in unmittelbarer Nachbarschaft zur Ostsee. Architektonisch ist für die historischen Badeorte vor allem die mondäne Bäderarchitektur prägend, für die kleineren Fischerorte häufig Katen und Kapitänshäuser mit Reetdächern.
Im Land Mecklenburg-Vorpommern gilt das Gesetz über die Anerkennung als Kur- und Erholungsort (Kurortgesetz). In diesem Gesetz bestimmt § 3 die verschiedenen Arten von Kurorten, wobei zwischen Seebad und Seeheilbad unterschieden wird. Die Anerkennung erlischt nach 30 Jahren. Sie kann auf Antrag verlängert werden. Für die einzelnen Kriterien zur Prädikatsvergabe, siehe Seebad#Ostsee.
Nachfolgend die Liste mit den Seebädern im Land:
ÜN = Jährliche Übernachtungszahlen.
| Ort                                     | Landkreis             | Typ           | seit            | Einwohner 31. Dezember 2023 | ÜN jährl. (2012) | Besonderheiten (Auswahl) | Bild                                       |
| --------------------------------------- | --------------------- | ------------- | --------------- | --------------------------- | ---------------- | --- | ------------------------------------------ |
| Ahlbeck auf Usedom in Heringsdorf       | Vorpommern-Greifswald | Ostseeheilbad |                 | 8240                        | 495.776          | (Zahlen: Gemeinde Heringsdorf) Seebrücke Ahlbeck (ein Wahrzeichen der Insel Usedom), Ostseetherme, Bädervillen entlang der Promenade und der Goethestraße. Siehe auch: Baudenkmale |                                            |
| Ahrenshoop auf dem Darß                 | Vorpommern-Rügen      | Ostseeheilbad |                 | 676                         | 176.065          | berühmte Künstlerkolonie (Kunstmuseum, Kunstkaten, Künstlerhaus Lukas). Siehe auch: Baudenkmale |                                            |
| Altefähr auf Rügen                      | Vorpommern-Rügen      | Seebad        | 15. August 2016 | 1290                        |                  | reich ausgestattete gotische Seemannskirche St. Nikolai, Sundstrand mit kleinem Hafen und Blick auf die Welterbe-Altstadt der Hansestadt Stralsund. Siehe auch: Baudenkmale | Luftbild von Altefähr (2011)               |
| Baabe auf Rügen                         | Vorpommern-Rügen      | Ostseebad     |                 | 933                         | 314.624          | Mönchguter Küstenfischermuseum, Aussichtspunkt Baaber Bollwerk. Siehe auch: Baudenkmale |                                            |
| Bansin auf Usedom in Heringsdorf        | Vorpommern-Greifswald | Ostseeheilbad |                 | 8240                        | 495.776          | (Zahlen: Gemeinde Heringsdorf) Perlenkette mit prächtigen Bädervillen entlang der Strandpromenade. Siehe auch: Baudenkmale |                                            |
| Binz auf Rügen                          | Vorpommern-Rügen      | Ostseebad     |                 | 5590                        | 382.053          | Kurhaus Binz, Jagdschloss Granitz, Hotel Loev (historisches Casino). Siehe auch: Baudenkmale | Kurhaus in Binz                            |
| Boltenhagen                             | Nordwestmecklenburg   | Ostseeheilbad |                 | 2555                        | 149.623          | Marina/Yachthafen Weiße Wiek, Kurgarten. Siehe auch: Baudenkmale |                                            |
| Breege mit Juliusruh auf Rügen          | Vorpommern-Rügen      | Ostseebad     |                 | 580                         | 76.251           | Historische Kapitänshäuser in Breege, Hafen, Park Juliusruh. Siehe auch: Baudenkmale |                                            |
| Diedrichshagen in Rostock               | kreisfrei             | Ostseebad     | 1996            | 1281                        |                  | Steilküste an der Stoltera mit begleitendem Ostseeküstenradweg über Warnemünde, reetgedeckter Dreiseitenhof. Siehe auch: Baudenkmale |                                            |
| Dierhagen                               | Vorpommern-Rügen      | Ostseebad     |                 | 1580                        | 77.745           | Siehe auch: Baudenkmale |                                            |
| Göhren auf Rügen                        | Vorpommern-Rügen      | Ostseebad     |                 | 1442                        | 89.621           | Göhren ist Seebad und anerkannter Kneippkurort zugleich. Siehe auch: Baudenkmale |                                            |
| Graal-Müritz                            | Rostock               | Ostseebad     |                 | 4194                        | 119.606          | Siehe auch: Baudenkmale |                                            |
| Heiligendamm Stadt Bad Doberan          | Rostock               | Ostseebad     |                 | 13.105                      | 27.863           | (Zahlen: Stadt Bad Doberan) Ältestes Seebad auf dem Kontinent (gegr. 1793), erste Beispiele der Bäderarchitektur (Villen an der „Perlenkette“, Grand Hotel Heiligendamm, Marien-Cottage). Siehe auch: Baudenkmale                                                                             |                                            |
| Heringsdorf auf Usedom                  | Vorpommern-Greifswald | Ostseebad     |                 | 8240                        | 495.776          | (Zahlen: Gemeinde Heringsdorf) Deutschlands längste Seebrücke (508 m) mit vielen Läden und Restaurants, Bädervillen (Villa Oechsler, Staudt, Oppenheim, Bleichröder, Achterkerke, Irmgard und weitere), Sternwarte, Theater Chapeau Rouge, Eislaufbahn im Winter. Siehe auch: Baudenkmale     |                                            |
| Hiddensee, Insel                        | Vorpommern-Rügen      | Ostseebad     |                 | 993                         | 25.711           | Wahrzeichen Leuchtturm Dornbusch, berühmte Künstlerkolonie (Blaue Scheune), Hafen in Kloster. Siehe auch: Baudenkmale |                                            |
| Hohe Düne in Rostock                    | kreisfrei             | Ostseebad     | 1996            | 620                         |                  | Yachthafen und Premium-Hotelanlage Hohe Düne |                                            |
| Karlshagen auf Usedom                   | Vorpommern-Greifswald | Ostseebad     |                 | 3191                        | 48.305           | Siehe auch: Baudenkmale |                                            |
| Koserow auf Usedom                      | Vorpommern-Greifswald | Ostseebad     |                 | 1689                        | 49.109           | Siehe auch: Baudenkmale |                                            |
| Kühlungsborn                            | Rostock               | Ostseeheilbad |                 | 8084                        | 328.661          | Siehe auch: Baudenkmale |                                            |
| Lauterbach in Putbus auf Rügen          | Vorpommern-Rügen      | Ostseebad     |                 | 4492 Stadt Putbus           | 39.862           | (Zahlen: Stadt Putbus) Badehaus Goor von 1818 – erstes Beispiel der Bäderarchitektur in Vorpommern. Siehe auch: Baudenkmale |                                            |
| Loddin auf Usedom                       | Vorpommern-Greifswald | Ostseebad     |                 | 926                         | 41.937           | Siehe auch: Baudenkmale |                                            |
| Lubmin bei Greifswald                   | Vorpommern-Greifswald | Ostseebad     |                 | 2231                        | 10.801           | Siehe auch: Baudenkmale |                                            |
| Markgrafenheide in Rostock              | kreisfrei             | Ostseebad     | 1996            | 563                         |                  | Ferienpark, Forstfuhrmannsgehöft |                                            |
| Nienhagen bei Rostock                   | Rostock               | Ostseebad     |                 | 2171                        | 14.335           | „Gespensterwald“ an der Steilküste |                                            |
| Poel, Insel                             | Nordwestmecklenburg   | Ostseebad     |                 | 2536                        | 30.549           | Wahrzeichen Leuchtturm Timmendorf, Kirche von Kirchdorf, Kirchdorfer Schwedenfest im Sommer. Siehe auch: Baudenkmale |                                            |
| Prerow auf dem Darß                     | Vorpommern-Rügen      | Ostseebad     |                 | 1460                        | 61.070           | Siehe auch: Baudenkmale |                                            |
| Rerik                                   | Rostock               | Ostseebad     |                 | 2186                        | 77.941           | Schmiedeberg am Strand mit Ausblick, Heimatmuseum im Schulhaus, Herrenhaus Roggow. Siehe auch: Baudenkmale |                                            |
| Sassnitz auf Rügen                      | Vorpommern-Rügen      | Ostseebad     |                 | 9169                        | 73.880           | „Tor zum Nationalpark Jasmund“ mit den Rügener Kreidefelsen, Bäderviertel, Stadthafen. Siehe auch: Baudenkmale |                                            |
| Sellin auf Rügen                        | Vorpommern-Rügen      | Ostseebad     |                 | 2744                        | 130.037          | Seebrücke Sellin (ein Wahrzeichen Rügens), Bädervillen. Siehe auch: Baudenkmale |                                            |
| Mönchgut (Gager, Thiessow, Middelhagen) | Vorpommern-Rügen      | Ostseebad     | 2020            | 1.360                       | 345.123          | Südperd mit Steilküste. Siehe auch: Baudenkmale |                                            |
| Trassenheide auf Usedom                 | Vorpommern-Greifswald | Ostseebad     |                 | 958                         | 55.346           | Europas größte Schmetterlingsfarm, historische Holländerwindmühle. Siehe auch: Baudenkmale | Umgedrehtes Haus in Trassenheide           |
| Ückeritz auf Usedom                     | Vorpommern-Greifswald | Ostseebad     |                 | 1041                        | 55.725           | Siehe auch: Baudenkmale |                                            |
| Ueckermünde                             | Vorpommern-Greifswald | Seebad        |                 | 8638                        |                  | erhaltener Altstadtkern mit Stadthafen, Stadtstrand am Stettiner Haff mit historischer Strandhalle, Schloss der Pommernherzöge, Tierpark. Siehe auch: Baudenkmale | Strandhalle am Stadtstrand von Ueckermünde |
| Warnemünde in Rostock                   | kreisfrei             | Ostseebad     | 1996            | 6670                        | 313.317          | Leuchtturm und Teepott als Wahrzeichen, Bädervillen, Vörreeg am Hafenkanal (Strom), Achterreg mit Fachwerk-Fischerhäusern, Hotel Neptun, außergewöhnlich breiter Sandstrand; Warnemünder Woche, Hanse Sail und Warnemünder Turmleuchten als Großereignisse. Siehe auch: Baudenkmale           |                                            |
| Wustrow auf Fischland                   | Vorpommern-Rügen      | Ostseeheilbad |                 | 1090                        | 51.511           | Seebrücke, Kapitäns- und Fischerhäuser, Fischlandhaus, Alte Mühle, Bädervillen, neogotische Kirche, Seefahrtsschule, Kaiserliche Post, Reethäuser, Barnstorfer Bauernhöfe, historische Zeesenboote am Saaler Bodden. Siehe auch: Baudenkmale                                                  |                                            |
| Zempin auf Usedom                       | Vorpommern-Greifswald | Ostseebad     |                 | 951                         | 23.930           | Bädervillen und historische Pensionen, Salzhütten, Reetdachhäuser, Heimatmuseum „Uns olle Schaul“, Lüttenort mit Ausstellung zum Maler Otto Niemeyer-Holstein. Siehe auch: Baudenkmale |                                            |
| Zingst                                  | Vorpommern-Rügen      | Seeheilbad    |                 | 3098                        | 135.043          | Seebrücke mit Tauchgondel, Kurhaus, Bädervillen, Kapitänshäuser, Meiningenbrücke, Experimentarium mit Erlebnisspielplatz, neugotische Peter-Pauls-Kirche, Zingsthof, Fotogalerie im Max-Hünten-Haus, Pramort, Hafen am Zingster Strom mit Traditionsschiff Mona Lisa. Siehe auch: Baudenkmale | Kurhaus in Zingst                          |
| Zinnowitz                               | Vorpommern-Greifswald | Ostseeheilbad |                 | 4200                        | 157.809          | Tauchgondel auf der Seebrücke, Lift-Café an der Promenade | Tauchgondel Vinetabrücke Zinnowitz         |

## Kurorte im Binnenland
Neben den Seebädern an der Küste gibt es sieben staatlich zertifizierte Kurorte im Binnenland von Mecklenburg-Vorpommern. Drei Städte erfüllen die strengen Kriterien als „staatlich anerkannte Luftkurorte“.
| Ort                 | Landkreis                   | Typ          | seit                                         | Einwohner       | ÜN jährl. (2012) | Besonderheiten (Auswahl) | Bild                                        |
| ------------------- | --------------------------- | ------------ | -------------------------------------------- | --------------- | ---------------- | --- | ------------------------------------------- |
| Bad Doberan         | Rostock                     | Kurort       | 2000                                         | 13.105          | 29.453           | Europaweit bedeutsames backsteingotisches Doberaner Münster, historische Bäderbahn Molli, Stadtkern, Parkanlage Kamp mit umgebenden klassizistischen Bauten der Mecklenburger Herzöge, das Ostseebad Heiligendamm als Ortsteil. Siehe auch: Baudenkmale | Doberaner Münster                           |
| Bad Sülze           | Vorpommern-Rügen            | Kurort       | 1927                                         | 1764            |                  | Kurpark mit Salinen, Medianklinik, Salzmuseum, Kurhaus (ehemaliges Sol-Moorbad), historische Windmühle. Siehe auch: Baudenkmale | Windmühle Bad Sülze                         |
| Feldberg            | Mecklenburgische Seenplatte | Kneippkurort | 2015                                         | 4460 (Gemeinde) |                  | Im Ortsteil der Gemeinde Feldberger Seenlandschaft gibt es zahlreiche Angebote der Kneipp-Medizin, darunter kostenlos nutzbare Tretpfade und Anwendungen im Kurpark und Dienstleister in Kliniken, Hotels und Privatpraxen. Siehe auch: Baudenkmale     | Feldberger Drostenhaus am See               |
| Krakow am See       | Rostock                     | Luftkurort   | 2000                                         | 3443            | 13.363           | Krakower See, Altstadt, Schloss Bellin. Siehe auch: Baudenkmale | Blick auf Krakow vom Aussichtsturm Jörnberg |
| Malchow             | Mecklenburgische Seenplatte | Luftkurort   | 2005                                         | 6558            | 29.651           | Kloster Malchow mit Mecklenburgischem Orgelmuseum, Altstadtinsel im Malchower See, DDR-Museum im alten Kino, Windmühle, Malchower Volksfest (UNESCO-Welterbe). Siehe auch: Baudenkmale                                                                  | Malchower See                               |
| Plau am See         | Ludwigslust-Parchim         | Luftkurort   | 1998                                         | 6166            | 74.366           | Altstadt mit Fachwerkhäusern und weiteren Baudenkmalen, Plauer See, Hubbrücke, Eldeschleuse mit Hühnerleiter und Wassermühle, Eldepromenade mit Aussichtsturm, Burg Plau, jährliche Plauer Badewannenrallye. Siehe auch: Baudenkmale                    | Plauer Altstadt                             |
| Waren an der Müritz | Mecklenburgische Seenplatte | Kurort       | 1920, 1954/1999 (Luftkurort), 2012 (Heilbad) | 21.217          | 116.843          | Naturerlebniszentrum Müritzeum, gut erhaltene Altstadt, Hafen an der Müritz, Niege Kerk, Strandbad, jährliche Müritz Sail, Müritz-Saga, Kurvillenviertel Ecktannen am Südufer der Binnenmüritz. Siehe auch: Baudenkmale                                 | Müritz Sail                                 |

## Erholungsorte
Es gibt 41 vom Land anerkannte Erholungsorte (Stand August 2022, offiziell „staatlich anerkannte Erholungsorte“):
| Ort                                           | Kreis                       | seit               | Einwohner 31. Dezember 2023 | ÜN jährl. (2012) | Besonderheiten (Auswahl) | Bild                                                    |
| --------------------------------------------- | --------------------------- | ------------------ | --------------------------- | ---------------- | --- | ------------------------------------------------------- |
| Born auf dem Darß                             | Vorpommern-Rügen            |                    | 1103                        | 62.232           | Natureum Darßer Ort mit Leuchtturm, farbenfrohe Kapitänshäuser und Reethäuser mit Darßer Türen, Fischerkirche, Peterssons Hof, Forst- und Jagdmuseum, Sommertheater. Siehe auch: Baudenkmale                                                                                          |                                                         |
| Barth                                         | Vorpommern-Rügen            | 6. Januar 2015     | 8681                        |                  | Stadthafen, Vineta-Museum, Altstadt mit gotischer Marienkirche, Adliges Fräuleinstift, Niederdeutsches Bibelzentrum St. Jürgen (Barther Bibel), Barther Kinderfest (seit 1828 gefeiert, Immaterielles Weltkulturerbe), Barther Tonnenabschlagen und Karneval. Siehe auch: Baudenkmale | Luftbild (Mai 2018)                                     |
| Dranske                                       | Vorpommern-Rügen            |                    | 1144                        | 40.953           | Siehe auch: Baudenkmale | Luftbild von Dranske mit Marina                         |
| Feldberger Seenlandschaft                     | Mecklenburgische Seenplatte |                    | 4460                        | 34.698           | Ortsteile Carwitz, Fürstenhagen, Lichtenberg, Schlicht, Waldsee, Wittenhagen sind Erholungsorte. Siehe auch: Baudenkmale | See Schmaler Luzin                                      |
| Fuhlendorf                                    | Vorpommern-Rügen            | 2018               | 814                         |                  | Zeesenbootregatta. Siehe auch: Baudenkmale | Hafen Bodstedt, 2014                                    |
| Gager auf Rügen (Ortsteil von Mönchgut)       | Vorpommern-Rügen            |                    | 388                         | 9540             | Siehe auch: Baudenkmale | Mönchguter Lagunenlandschaft mit Blick auf Groß Zicker  |
| Glowe auf Rügen                               | Vorpommern-Rügen            |                    | 1036                        | 26.002           | Siehe auch: Baudenkmale | Luftbild von Glowe mit Ostseestrand                     |
| Göhren-Lebbin                                 | Mecklenburgische Seenplatte | 2003               | 695                         | 90.710           | Schloss Fleesensee (Blücher), Ferienanlage am Fleesensee. Siehe auch: Baudenkmale | Schlosshotel Fleesensee                                 |
| Klausdorf (bei Stralsund)                     | Vorpommern-Rügen            | 5. Februar 2018    | 699                         |                  | Kranichausstellung Klausdorf, Aussichtsturm und Hafen Barhöft, Orangerie und Inspektorenhaus des Gutes Klausdorf | Luftbild von Barhöft mit Hafen und Insel Bock im Bodden |
| Klink an der Müritz                           | Mecklenburgische Seenplatte |                    | 1179                        | 57.728           | Siehe auch: Baudenkmale | Schlosshotel Klink an der Müritz                        |
| Lancken-Granitz auf Rügen                     | Vorpommern-Rügen            |                    | 487                         | 2940             | Siehe auch: Baudenkmale | Reethaus in Preetz                                      |
| Lohme auf Rügen                               | Vorpommern-Rügen            |                    | 459                         | 14.163           | Siehe auch: Baudenkmale | Ostseehafen von Lohme                                   |
| Middelhagen auf Rügen (Ortsteil von Mönchgut) | Vorpommern-Rügen            |                    | 603                         | 32.920           | Siehe auch: Baudenkmale | Landzunge Reddevitzer Höft                              |
| Mirow                                         | Mecklenburgische Seenplatte |                    | 3871                        | 63.582           | Siehe auch: Baudenkmale | Brücke von der Mirower Schlossinsel zur Liebesinsel     |
| Mönkebude                                     | Vorpommern-Greifswald       |                    | 760                         |                  | Siehe auch: Baudenkmale | Scheune in Mönkebude mit Ferienwohnungen                |
| Prora auf Rügen (Ortsteil von Binz)           | Vorpommern-Rügen            | 17. August 2018    | 5590 (Gemeinde Binz)        |                  | Seebad Prora (längster Gebäudekomplex der Welt), Naturerbe-Zentrum Rügen mit Aussichtsplattform auf einer Höhe von 82 m | Forsthaus Prora am Naturerbe-Zentrum Rügen              |
| Putbus auf Rügen                              | Vorpommern-Rügen            |                    | 4492                        | 39.862           | Siehe auch: Baudenkmale | Klassizistischer Circus von Putbus                      |
| Putgarten auf Rügen                           | Vorpommern-Rügen            |                    | 182                         | 6656             | Siehe auch: Baudenkmale | Kap Arkona                                              |
| Rechlin                                       | Mecklenburgische Seenplatte | 2010               | 2041                        | 40.056           | Siehe auch: Baudenkmale | Fusion Festival in Lärz bei Rechlin                     |
| Ribnitz-Damgarten                             | Vorpommern-Rügen            |                    | 15.729                      | 10.492           | Deutsches Bernsteinmuseum. Siehe auch: Baudenkmale | Rostocker Tor und Marienkirche in Ribnitz               |
| Röbel an der Müritz                           | Mecklenburgische Seenplatte |                    | 5012                        | 22.264           | Siehe auch: Baudenkmale | Müritzhafen Röbel                                       |
| Saal                                          | Vorpommern-Rügen            | 2018               | 1394                        |                  | Kranich Museum. Siehe auch: Baudenkmale | Hafen Neuendorf, 2022                                   |
| Sternberg                                     | Ludwigslust-Parchim         |                    | 3943                        | 13.275           | Freilichtmuseum Groß Raden. Siehe auch: Baudenkmale | Fachwerkhaus in der Sternberger Altstadt                |
| Stralsund, Hansestadt                         | Vorpommern-Rügen            | 1. August 2016     | 59.450                      |                  | Weltkulturerbe-Altstadt, Hafen, Wallanlagen, Stadtteiche, Stadtstrand. Siehe auch: Baudenkmale | Luftbild von Stralsund                                  |
| Wesenberg                                     | Mecklenburgische Seenplatte | 18. September 2002 | 3029                        |                  | Burg Wesenberg. Siehe auch: Baudenkmale | Marktplatz Wesenberg                                    |
| Wieck auf dem Darß                            | Vorpommern-Rügen            |                    | 733                         | 9336             | Bauernreihe mit Fischerhäusern, Doppelbüdnerei von 1784 am Trommelplatz, Nationalparkzentrum Darßer Arche, jährliches Darsser Naturfilmfestival, Darß-Marathon. Siehe auch: Baudenkmale                                                                                               |                                                         |
| Wiek auf Rügen                                | Vorpommern-Rügen            |                    | 1005                        | 19.206           | Siehe auch: Baudenkmale | Kitesurfer auf dem Wieker Bodden                        |
| Zierow                                        | Nordwestmecklenburg         | 11. Juli 2015      | 764                         |                  | Siehe auch: Baudenkmale | Herrenhaus Zierow, Berufsschule                         |
| Zislow                                        | Mecklenburgische Seenplatte | 2011               | 190                         | 16.115           | Siehe auch: Baudenkmale | Zislower Waldkirche                                     |

## Historische Seebäder Pommerns
Ursprünglich gehörten zur pommerschen Küste östlich von Ahlbeck auf Usedom noch weitere Seebäder. Diese fielen als Teil der deutschen Ostgebiete im Zuge der Niederlage Deutschlands im Zweiten Weltkrieg nach 1945 an  Polen.
Dazu gehören:
- Cammin in Pommern (heute: Kamień Pomorski)
- Dievenow (Dziwnów)
- Henkenhagen (Ustronie Morskie)
- Kolberg (Kołobrzeg)
- Misdroy auf Wollin (Międzyzdroje)
- Stolpmünde (Ustka)
- Swinemünde auf Usedom (Świnoujście)

## Kriterien für die Prädikatsvergabe
In Mecklenburg-Vorpommern gilt das Gesetz über die Anerkennung als Kur- und Erholungsort (Kurortgesetz). In diesem Gesetz bestimmt § 3 die verschiedenen Arten von Kurorten, wobei zwischen Seebad und Seeheilbad unterschieden wird. Die Anerkennung erlischt nach 30 Jahren. Sie kann auf Antrag verlängert werden.
Gesetzliche Voraussetzungen für ein Seebad in Mecklenburg-Vorpommern:
- Lage an der Meeresküste; die Ortsmitte darf grundsätzlich nicht mehr als zwei Kilometer von der Küstenlinie entfernt sein
- klimatische Eigenschaften und eine Luftqualität, die überwacht werden und die die Gesundungs- und Erholungsmöglichkeiten unterstützen
- mindestens eine Arztpraxis
- einwandfreie Badewasserqualität an einem gepflegten und bewachten Badestrand, die überwacht wird
- Strandpromenaden, vom Straßenverkehr hinreichend ungestörte Parkanlagen sowie Strand- oder Landschaftswege, Möglichkeiten für Spiel und Sport

Die Voraussetzung für ein Seeheilbad sind wie folgt festgelegt:
- Lage an der Meeresküste; die Ortsmitte darf grundsätzlich nicht mehr als zwei Kilometer von der Küstenlinie entfernt sein
- wissenschaftlich anerkanntes und durch Erfahrung kurmäßig bewährtes, therapeutisch anwendbares Klima und eine entsprechende Luftqualität, die überwacht werden
- mindestens eine Praxis eines Badearztes
- Einrichtungen zur Abgabe und Anwendung der Kurmittel
- einwandfreie Badewasserqualität an einem gepflegten und bewachten Badestrand, die überwacht wird
- Strandpromenaden, vom Straßenverkehr hinreichend ungestörte Parkanlagen sowie Strand- oder Landschaftswege Möglichkeiten für Spiel und Sport
- während der Kurzeit Diätberatung; in Krankenhäusern und Diätküchenbetrieben Beschäftigung mindestens eines Diätassistenten
- Kommunikations- und Informationseinrichtung[13]